# 弗亞勒
弗亞勒（挪威語：Fjaler）是挪威的一個市镇，位於韦斯特兰郡，行政中心为達勒村。市镇面积为417平方公里，人口数量为2,901人（2022年），人口密度为每平方公里7.2人。